# Dario Maragliano
Dario Maragliano (Genova, 1º novembre 1852 – Tortona, 18 maggio 1889) è stato uno psichiatra italiano, professore in psichiatria e clinica psichiatrica.
Operò come consulente del consiglio provinciale di Catanzaro e come direttore del manicomio di Girifalco e dell'ospedale psichiatrico di Como. Alla guida del frenocomio genovese realizzò importanti miglioramenti tra i quali l'istituzione di un gabinetto per Indagini scientifiche e l'arricchimento della biblioteca con i più importanti periodici italiani e stranieri contenenti pubblicazioni riguardanti la disciplina della psichiatria.

## Biografia

### La giovinezza
Dario Maragliano nacque a Genova il 1 novembre 1852 da Bartolomeo Maragliano e Giovanna Garibaldi. Portati a termine gli studi classici, si iscrisse alla facoltà di Medicina e Chirurgia presso l'Università della sua città. Conseguì la laurea con il massimo dei voti nel 1877 e l'anno successivo, superato il concorso, ottenne un posto di perfezionamento presso l'Istituto psichiatrico San Lazzaro di Reggio Emilia. Qui, cominciò ad entrare in contatto con il mondo della psichiatria. A questo periodo risalgono, infatti, le sue prime ricerche scientifiche sul sistema nervoso centrale e, più in particolare, sulla localizzazione motrice della corteccia cerebrale e sulla sintomatologia che porta alla diagnosi delle lesioni corticali.

### I primi anni lavorativi
Dopo aver lavorato come assistente onorario dal 1878 al 1879 nel prestigioso frenocomio di Reggio Emilia, tornò a Genova nel 1879 e, proclamato primo fra nove concorrenti della facoltà medica di Pavia, ottenne il posto di vicedirettore del manicomio della sua città natale, il "Manicomio di Quarto".

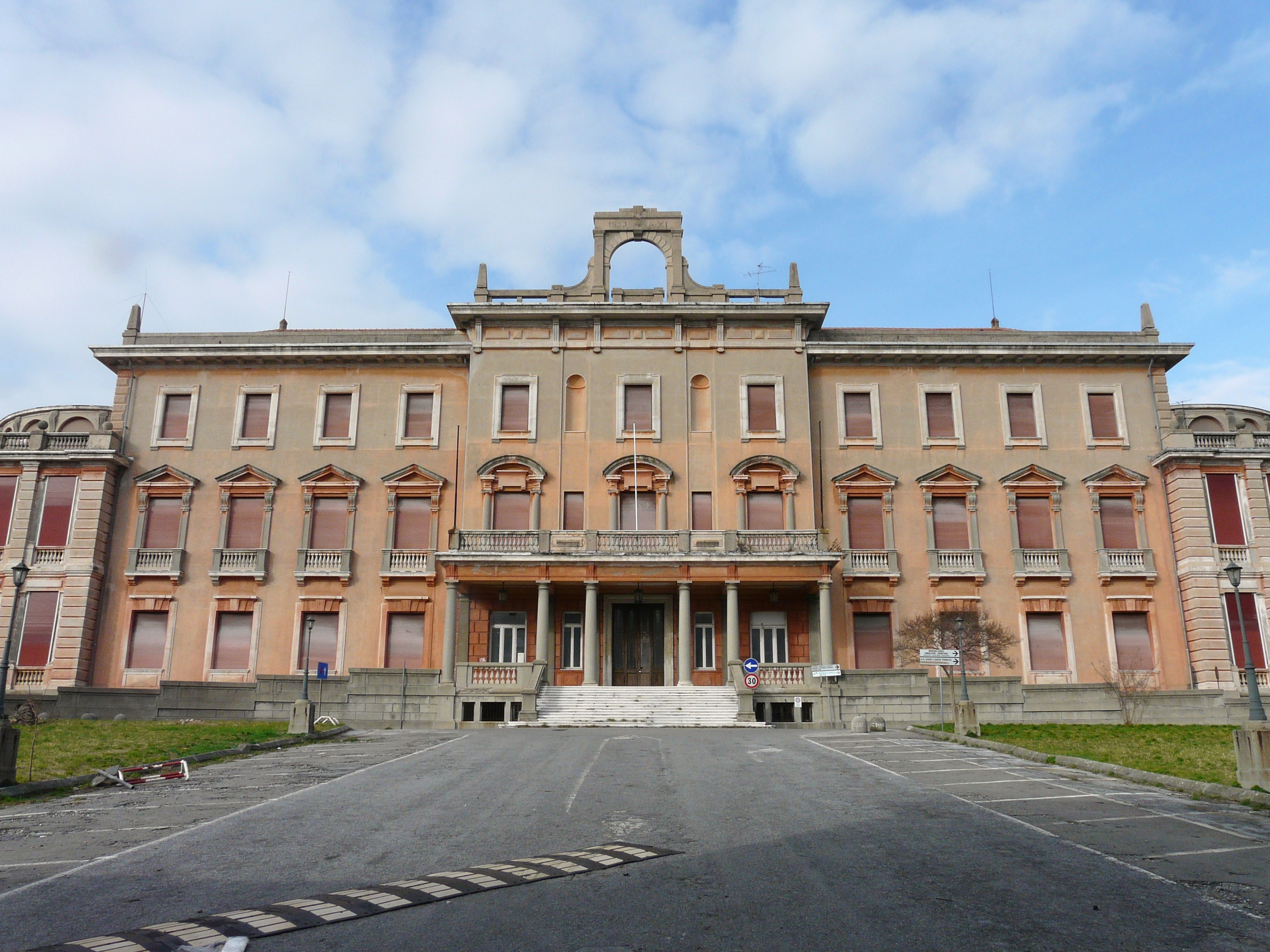
Ex Ospedale Psichiatrico Provinciale (detto "Manicomio di Quarto"), Quarto dei Mille, Genova, Liguria, Italia.

Grazie alla collaborazione attiva del direttore Pier Luigi Verdona e con l'aiuto dell'Amministrazione Provinciale, riuscì ad attuare nuove riforme logistiche rendendo la struttura più adeguata. Dimostrò profonde conoscenze di anatomia patologica del sistema nervoso e diede importanza alla necroscopia, evitando di privilegiare, come era usuale all'epoca, la sola indagine clinica.

### Il soggiorno in Calabria

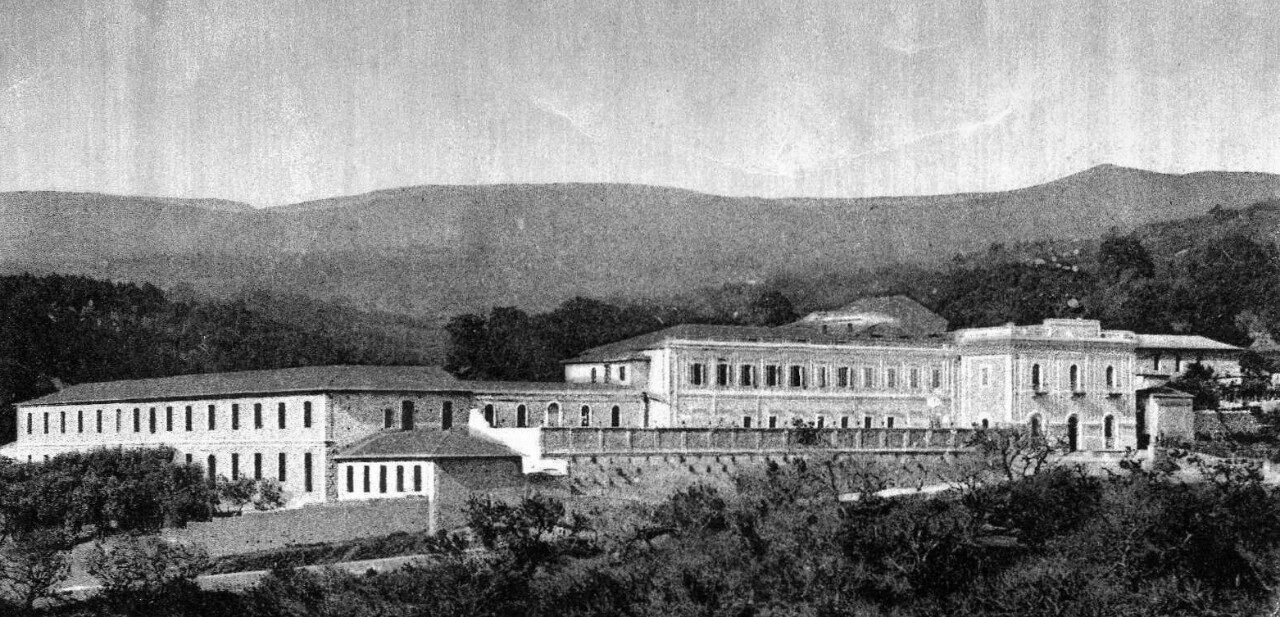
Manicomio interprovinciale di Girifalco tra fine '800 e inizio '900

Nel 1880, ottenuto il conseguimento della libera docenza in psichiatria e clinica psichiatrica, accettò l'invito dell'Amministrazione Provinciale di Catanzaro di organizzare, secondo i moderni criteri tecnici e scientifici, il nuovo manicomio di Girifalco. Operò dapprima come consulente del consiglio regionale, quindi, dal 20 settembre 1880, come direttore del manicomio. Ciò che maggiormente contraddistinse il suo intervento amministrativo fu la capacità di risollevare il nome della struttura sanitaria, trasformandola in un centro di cura all'avanguardia.

### Como e la malattia
Nel marzo 1882 Dario Maragliano tornò a Genova, dove riprese, solo per poco tempo, il suo incarico di vicedirettore del manicomio ligure. Il 20 giugno dello stesso anno fu chiamato dall'Amministrazione Provinciale di Como a dirigere l'ospedale psichiatrico locale. Il suo intervento fu consistente e, in breve tempo, riuscì ad assicurare ai malati ospitati all'interno della struttura i migliori servizi. Nello stesso periodo, tuttavia, le sue condizioni di salute andarono gradualmente peggiorando, fino a quando contrasse una forma di tubercolosi polmonare.

### Il ritorno a Genova
La malattia non gli impedì di proseguire la sua attività specialistica. Infatti, nel dicembre del 1882, alla morte di Pier Luigi Verdona, fu richiamato a Genova per dirigere il manicomio della città. Sotto le sue direttive, al manicomio furono apportate importanti migliorie: i reparti ospedalieri furono modificati affinché si adattassero al genere di malati cui erano destinati; istituzioni di gabinetti per indagini specialistiche; locali destinati alle cure di pazienti benestanti; aumento del personale per rendere più efficace l'assistenza medica; maggiore importanza al museo craniologico. Suo grande e moderno merito è infine aver sostituito la camicia di forza con mezzi contenitivi meno aggressivi e umilianti. Come riconoscimento per la sua lodevole capacità gestionale della struttura, nel febbraio del 1884, venne nominato Professore Straordinario di psichiatria e clinica psichiatrica dell'Università genovese. Successivamente propose l’impianto di un nuovo manicomio nella limitrofa provincia di Porto Maurizio, che insieme ad Oneglia è una delle principali parti in cui è divisa la città di Imperia, alla cui realizzazione si dedicò attivamente. A causa del peggioramento delle proprie condizioni di salute, nel maggio del 1888, si trasferì a Tortona in cerca di pace e ristoro. Rimase nella cittadina piemontese fino alla primavera successiva, quando la malattia subì un ulteriore aggravamento che lo portò alla morte il 18 maggio 1889.

## Scritti principali
- Influenza del vajuolo sulla pazzia

Questo trattato è un notevole contributo al discusso problema della doppia influenza che il vaiolo esplica sia nel provocare che nel guarire la pazzia. Confrontando diversi casi nei quali il vaiolo apportò "ora la guarigione ora la follia", Dario Maragliano fece rilevare come i disturbi del cervello, provocati dalla malattia infettiva, agiscano diversamente a seconda che si manifestino in individui dal cervello sano o già ammalato.
- Studi clinici a contributo dell'Azione delle correnti elettriche, dei metalli e della Magnete in alcuni casi di anestesia

Dopo una lunga serie di esperimenti pratici su diversi ammalati, arrivò alla conclusione che i mezzi indicati agiscono tutti ed unicamente per correnti elettriche alle quali darebbero origine, ed ammise che agiscono allo stesso tempo sia sui nervi motori che su quelli sensitivi.
- Le localizzazioni motrici della corteccia cerebrale, studiate specialmente dal lato clinico

Si tratta di un lavoro di approfondimento pubblicato in un'opera caratterizzata da ardenti controversie riguardo alla dottrina delle localizzazioni cerebrali. Le sue conclusioni vennero a confermare i risultati delle ricerche di Jean-Martin Charcot ed Albert Pitres che, dalle indagini di Dario Maragliano, ricevettero insieme un'esplicazione ed una saldissima base che a loro mancava per lo scarso numero di osservazioni sulle quali si erano basate le deduzioni dei due patologi francesi. Con questo lavoro egli dimostrò il grande valore da attribuirsi all'osservazione clinica e alla sperimentazione diretta sui pazienti.
- Sulla sintomatologia e sulla diagnosi delle lesioni corticali nella zona motrice

Come vera e propria continuazione del lavoro precedente, Dario Maragliano pubblicò i risultati di uno studio sulla diagnosi delle lesioni corticali, colmando così una lacuna che da sempre aveva caratterizzato la letteratura medica. Fino a quel momento, infatti, mancava una pubblicazione che si occupasse analiticamente della diagnostica cerebrale. All'interno dell'opera, in particolare, tracciò con grande precisione la diagnosi differenziale tra le lesioni corticali e quelle di altre sedi nel cervello.
- Contributo allo Studio dell'Istero-epilessia (in collaborazione col Dr. Sepilli)[10]

Si tratta di una pubblicazione contenente quelle osservazioni termometriche e oftalmoscopiche che condussero gli autori a dedurre che il vero accesso epilettico induce un aumento di pochi decimi di grado della temperatura corporea e che l'isteria, a somiglianza di molte neuropatie, si associa talvolta a sputi sanguigni.
- Studi di termometria cerebrale negli alienati (in collaborazione col Dr. Sepilli)[10]

All'interno dell'opera è possibile trovare una serie di osservazioni fatte dagli autori allo scopo di verificare, in primo luogo, se le varie forme di alienazione mentale presentino differenza nella temperatura cerebrale e, successivamente, di confrontate i dati ottenuti con quelli riscontrati in un uomo sano. Dopo una serie di verifiche, gli autori conclusero che negli alienati, salvo che nella lipemania semplice e nella demenza, la temperatura del capo è superiore alla norma. Inoltre, venne accertato che i lobi occipitali possiedono una temperatura più bassa di quella degli altri lobi, come nell'uomo sano, e che nella paralisi progressiva, nella mania e nei diversi periodi di esaltazione esiste uno stato iperemico del cervello.
- Sul valore ipnotico e sedativo dell'acido lattico e del lattato di soda negli alienati

Il punto centrale dell'opera è la verifica da parte dell'autore della veridicità dell'affermazione di William Thierry Preyer, il quale sosteneva che la somministrazione del lattato di soda negli ammalati del frenocomio di Reggio Emilia tormentati da insonnia portasse la stanchezza e il sonno. Certificata l'efficacia del trattamento con acido lattico e lattato di soda proposto da Preyer, Dario Maragliano ci tenne comunque a precisare che per vincere l'insonnia dei lipematici erano da considerarsi adeguati anche gli altri rimedi comunemente adoperati nei manicomi dell'epoca.
- La Pellagra nelle Provincie di Modena e di Reggio

In queste province si era sollevato un grido di allarme per la spaventosa diffusione della pellagra. La direzione del manicomio di Reggio Emilia compilò una statistica dei “pazzi” pellagrosi ricoverati nel quinquennio 1873-1877 per determinare la distribuzione della malattia e le cause principali che influivano sul suo sviluppo. Dario Maragliano suggerì i mezzi più adatti per porre fine a questa spaventosa calamità.
- Due casi di localizzazione cerebrale
- Studi statistici sulla diffusione della Pellagra in Italia e specialmente nella Provincia di Modena